# اسمیترز، بریتیش کلمبیا
اسمیترز، بریتیش کلمبیا (به انگلیسی: Smithers, British Columbia) یک منطقهٔ مسکونی در کانادا است که در منطقه بوکلی نچکو واقع شده‌است. اسمیترز ۱۵٫۲۷ کیلومتر مربع مساحت و ۵٬۳۵۱ نفر جمعیت دارد و ۴۹۰ متر بالاتر از سطح دریا واقع شده‌است.